# 阿拉亚尔多卡博
阿拉亚尔多卡博是巴西里约热内卢州的一个市镇。总面积152.305平方公里，总人口26896人，人口密度176.6人/平方公里。